# 2691 Sersic
2691 Sersic eller 1974 KB är en asteroid i huvudbältet som upptäcktes den 18 maj 1974 av Félix Aguilar-observatoriet. Den är uppkallad efter astronomen José Luis Sérsic.
Asteroiden har en diameter på ungefär 5 kilometer och den tillhör asteroidgruppen Flora.